# Али-Гаджи из Инхо
Али́-Гаджи́ (также Али́-Хаджи́) из Инхо (авар. Инхо́са ГӀали́хӀажияв; 30 декабря, 1845 Верхнее Инхо, Северо-Кавказский имамат — 9 декабря 1888 или 1891, Эндирей, Российская империя) — аварский поэт и писатель,  внесший огромный вклад в развитие как аварской, так и дагестанской дореволюционной литературы, проведник исламкой богословии.

## Биография
Али-Хаджи родился в 1845 году в Верхнем Инхо в семье простого узденя Газимухаммада. До 12 лет он учился в  примечетском медресе родного селения. После, родители его отправили в Миатли, где Али-Хаджи проучился ок. 10-12 лет. В 1869 г. возратился снова в Инхо, в том же году его пригласил джамаат Орота в качестве кадия. Затем, он работал дибиром в селение Буртунай. Проработав несколько лет, его пригласили жители Эндирея, где Али-Хаджи был на долгие 17 лет дибиром мечети. Там же он и умер, и похоронен.

## Известные произведения
- Седой волос
- Взятие Меккы
- Как голодные волки
- О невежестве